# Аглатова, Анна Христофоровна
А́нна Христофо́ровна Агла́това (род. 4 марта 1982, Кисловодск, Ставропольский край) — российская оперная певица (сопрано), солистка Большого театра.

## Биография
Родилась 4 марта 1982 года в Кисловодске в музыкальной семье. Её отец Хачатур Асриян учился в консерватории на дирижёрско-хоровом факультете, обе бабушки, Маргарита и Роза, обладали певческими голосами. Дедушка Николай был гитаристом, дядя (брат отца) Артём — аккордеонистом.
С пяти лет начала учиться игре на фортепиано. В 7 лет получила диплом на своём первом конкурсе, за время учёбы в музыкальной школе грамот и дипломов получила несколько десятков. Здесь же, в музыкальной школе, увлеклась пением.
В 2000 году мать Анны отвезла дочь для продолжения обучения в Москву, где она поступила в музыкальное училище имени Гнесиных и стала стипендиаткой фонда Владимира Спивакова (учредитель стипендии Сергей Лейферкус). В училище педагогом Анны была заслуженная артистка России Рузанна Лисициан, которая оставалась её учительницей и в музыкальной академии имени Гнесиных, куда Анна поступила в 2004 году после окончания училища.
В декабре 2003 года приняла участие в Рождественском фестивале в Дюссельдорфе (Германия). Пела партию Сюзанны («Свадьба Фигаро» В. А. Моцарта) в концертном исполнении на сцене Московского международного дома музыки (дирижёр Теодор Курентзис) в мае 2006 года, в сентябре того же года исполнила эту партию на премьере в Новосибирском государственном академическом театре оперы и балета (дирижёр Теодор Курентзис, режиссёр Татьяна Гюрбача). Участвовала в проекте Фонда Ирины Архиповой «Русская камерная вокальная лирика — от Глинки до Свиридова».
Участница многих престижных международных конкурсов, имела сольные выступления в Европе. В 2005 году, исполнив партию Наннетты в опере «Фальстаф», дебютировала в Большом театре, став в 22 года его самой молодой солисткой. С тех пор занята практически во всех оперных постановках театра.
Российскую академию музыки имени Гнесиных окончила в 2009 году.
В 2017 году состоялся европейский дебют Аглатовой на сцене концертного зала «Музикферайн» в Вене в партии Ундины в одноимённой опере Петра Чайковского. В том же году дебютировала в Венской государственной опере в партии Норины («Дон Паскуале» Г. Доницетти, дирижёр Эвелино Пидо).
В 2018 году стала участницей музыкального фестиваля Вербье. В ноябре этого же года дебютировала в Базеле (Швейцария) в партии Аминты в опере Антонио Вивальди «Олимпиада».
В 2019 года исполнила партию Аминты на сцене концертного зала «Консертгебау» (Амстердам, Нидерланды).
4 февраля 2019 года дала большой сольный концерт в Международном доме музыки в сопровождении Национального филармонического оркестра России (дирижёр Владимир Спиваков).

## Репертуар

### Большой театр
- Наннетта («Фальстаф» Дж. Верди)
- Памина («Волшебная флейта» В. А. Моцарт)
- Ксения («Борис Годунов» М. Мусоргского)
- Лю («Турандот» Дж. Пуччини)
- Норина («Дон Паскуале» Г. Доницетти)
- Прилепа («Пиковая дама» П. Чайковского)
- Нинетта («Любовь к трём апельсинам» С. Прокофьева)
- Таня («Дети Розенталя» Л. Десятникова)
- Оскар («Бал маскарад» Дж. Верди)
- Сирин («Сказание о невидимом граде Китеже и деве Февронии» Н. Римского-Корсакова)
- Мюзетта («Богема» Дж. Пуччини)
- Сюзанна («Свадьба Фигаро» В. А. Моцарт)
- Розина («Севильский цирюльник» Дж. Россини)
- Микаэла («Кармен» Ж. Бизе)
- Лиза («Сомнамбула» Дж. Беллини)
- Адель («Летучая мышь» И. Штрауса)
- Марфа («Царская невеста» Н. Римский-Корсаков)

### Также в репертуаре
- Адина («Любовный напиток» Г. Доницетти)
- Клеопатра («Юлий Цезарь в Египте» Г. Ф. Генделя)
- Моргана(«Альцина» Г. Ф. Генделя)
- Елена («Дева озера» Дж. Россини)
- Коринна («Путешествие в Реймс» Дж. Россини)
- Аминта («Олимпиада» Вивальди)
- Донна Анна («Дон Жуан» В. А. Моцарта)
- Лауретта («Джанни Скикки» Дж. Пучинни)
- Царевна Лебедь («Сказка о царе Салтане» Н. Римского-Корсакова)
- Маргарита («Фауст» Ш. Гуно)
- романсы зарубежных композиторов

## Награды
- Стипендиатка фонда Владимира Спивакова (2001)
- I премия на международном конкурсе вокалистов Bella voce (2003)
- III премия на международном конкурсе молодых оперных певцов «Новые имена» в Германии (2005)
- Трижды номинант на премию театрального фестиваля «Золотая Маска» (2007, 2016, 2019)
- Удостоена молодёжного гранта премии «Триумф» (2009)
- Премия Президента Российской Федерации для молодых деятелей культуры (2014)
- Почётная грамота Кыргызской Республики (27 августа 2021 года) — за большой вклад в укрепление и развитие сотрудничества двух стран в области культуры и искусства в рамках перекрёстного года Кыргызстана и России[5][6]